# Порт-Салфер (Луїзіана)
Порт-Салфер (англ. Port Sulphur) — переписна місцевість (CDP) в США, в окрузі Плакмін штату Луїзіана. Населення — 1677 осіб (2020).

## Географія
Порт-Салфер розташований за координатами 29°30′16″ пн. ш. 89°43′19″ зх. д. / 29.50444° пн. ш. 89.72194° зх. д. (29.504507, -89.721978).  За даними Бюро перепису населення США в 2010 році переписна місцевість мала площу 21,94 км², з яких 14,18 км² — суходіл та 7,77 км² — водойми.

## Демографія
Згідно з переписом 2010 року, у переписній місцевості мешкало 1760 осіб у 581 домогосподарстві у складі 417 родин. Густота населення становила 80 осіб/км².  Було 659 помешкань (30/км²).
Расовий склад населення:
| - 64,5 % — чорних або афроамериканців - 25,1 % — білих - 5,5 % — корінних американців - 1,5 % — азіатів - 1,8 % — осіб інших рас |

До двох чи більше рас належало 1,6 %. Частка іспаномовних становила 2,0 % від усіх жителів.
За віковим діапазоном населення розподілялося таким чином: 27,2 % — особи молодші 18 років, 60,9 % — особи у віці 18—64 років, 11,9 % — особи у віці 65 років та старші. Медіана віку мешканця становила 35,1 року. На 100 осіб жіночої статі у переписній місцевості припадало 100,2 чоловіків;  на 100 жінок у віці від 18 років та старших — 90,3 чоловіків також старших 18 років.
Середній дохід на одне домашнє господарство  становив 37 336 доларів США (медіана — 32 276), а середній дохід на одну сім'ю — 38 840 доларів (медіана — 33 654). За межею бідності перебувало 32,2 % осіб, у тому числі 20,4 % дітей у віці до 18 років та 61,8 % осіб у віці 65 років та старших.
Цивільне працевлаштоване населення становило 616 осіб. Основні галузі зайнятості: освіта, охорона здоров'я та соціальна допомога — 17,5 %, сільське господарство, лісництво, риболовля — 12,5 %, науковці, спеціалісти, менеджери — 11,5 %, будівництво — 11,0 %.